# Premier mode
 (août 2020).
Si vous disposez d'ouvrages ou d'articles de référence ou si vous connaissez des sites web de qualité traitant du thème abordé ici, merci de compléter l'article en donnant les références utiles à sa vérifiabilité et en les liant à la section « Notes et références ».
Dans le cadre théorique de l'octoéchos, le premier mode du chant grégorien est caractérisé par une finale en ré (mode protus), qui ne sert que de point d'appui à la mélodie, et une teneur psalmodique sur le la (mode authente).
Le premier mode est traditionnellement qualifié de gravis, c’est-à-dire grave, sérieux. C'est un mode qui donne l'impression solide et stable qu'apporte la maturité.
Ce mode est à l'origine du mode « mineur » moderne.

## Structure modale
Le premier mode est typiquement de type ACB (voir modalité grégorienne), ce qui signifie qu'il utilise généralement trois teneurs à une tierce les unes des autres :
- une teneur principale haute sur la corde la, où les modulations supérieures sont d'un demi-ton, sur un Si bémol (teneur de type B) ;
- une teneur secondaire médiane sur la corde fa, où les modulations inférieures sont donc d'un demi-ton (teneur de type C) ;
- une teneur éventuelle sur la finale basse ré, entourée de part et d'autre d'un ton (teneur de type A).

Cet exemple (Ps 8:2) est un bon résumé du premier mode : une superposition de trois teneurs sur ré, fa et la (formule ACB). L'intonation est typique du mode, ainsi que le phrasé qui retombe entre une teneur en la (premier et deuxième segment), puis en fa (troisième segment), pour revenir se poser sur le ré. Ici, le deuxième segment peut être vu comme une teneur d'attente sur le sol, de type interrogatif, attendant la conclusion sur le la final de Domine.

## Structures modales connexes
Quand le premier mode s'étend vers le haut, la note d'appui supérieure sur le do aigu peut prendre le caractère d'une teneur à part entière (mode de type ACBC). Le si est alors bécarre ou bémol, suivant qu'il se réfère à un développement du la (en tant que broderie supérieure d'un mode à demi-ton supérieur) ou du do (broderie inférieure d'un mode à demi-ton inférieur).
L'introït Rorate (iv° D.Ad.) est caractéristique du premier mode quand il s'étend dans les aigus: le si est bémol sur Rorate et sur nubes, qui s'articulent par rapport au la, mais est bécarre dans desuper et dans l'accent de aperiatur, qui font référence au do supérieur.
On trouve très rarement une extension vers le haut à la quarte, par exemple dans la séquence Veni Sancte Spiritus : l'extension à l'aigu se fait alors sur le ré, à l'octave du ré tonal. Cependant, de telles pièces semblent sortir du cadre modal du plain-chant pour rentrer dans un cadre plus moderne, qui joue sur la montée à l'octave, et relativement indifférent à la logique modale.
Par ailleurs, le premier mode est parfois défectueux vers le grave, la corde ré ne servant que de finale, sans supporter aucune broderie mélodique. Ces pièces sont à rapprocher du sixième mode, dont elles partages l'ambiance modale (type modal CB). Seule la finale les a fait rattacher au premier mode dans le cadre de l'octoéchos.

## Structures atypiques
Quelques pièces de type fondamental AqA, normalement du deuxième mode, se sont glissées dans la première classification : communion Manducaverunt (mercredi des cendres) ou Petite (grandes litanies) par exemple.
Le premier mode regroupe également des pièces très atypiques et probablement corrompues :
- introït Exaudi Domine (D. Ascension) dont la première incise est suspecte (et différente dans le graduel dominicain) ;
- alléluia Omnes gentes (vii° D.P.P.) dont le verset étrange donne l'impression d'avoir été transposé d'une quarte ;
- communion Passer invenit (iii° D.Q.) qui semble avoir souffert d'un effondrement mélodique sur de nombreux passages (la version du graduel dominicain — qui n'a rien à voir — paraît beaucoup plus crédible) ;
- communion Viderunt omnes (Noël, messe du jour) est dans l'ambiance modale du troisième mode, mais ses trois dernières notes semblent avoir été accidentellement baissées d'un ton, ce qui la range artificiellement dans le premier mode.